# W. C. Fields
William Claude Dukenfield (Philadelphia, 1880. január 29. – Pasadena, 1946. december 25.), ismertebb nevén W. C. Fields, amerikai komikus, színész, zsonglőr és író. Fields komikus személyisége egy emberkerülő és sokat ivó egoista volt, aki a gyerekek és kutyák iránti állítólagos megvetése ellenére is szimpatikus karakter maradt.

## Fiatalkora
Fields William Claude Dukenfieldként született a pennsylvaniai Darbyban, egy munkáscsalád legidősebb gyermekeként. Apja, James Lydon Dukenfield (1841-1913) angol családból származott, amely 1854-ben vándorolt ki az angliai Sheffieldből. James Dukenfield a 72. pennsylvaniai gyalogezred M századában szolgált az amerikai polgárháború idején, és 1863-ban súlyosan megsebesült. Fields édesanyja, Kate Spangler Felton (1854-1925) brit származású protestáns volt. Az 1876-os "Philadelphia City Directory" James Dukenfieldet hivatalnokként említi. Miután megnősült, független árukereskedőként és részmunkaidős szállodatulajdonosként dolgozott.
Claude Dukenfieldnek (ahogyan ismerték) ingatag volt a viszonya a rosszindulatú apjával. Kilencéves korától kezdve többször megszökött otthonról, gyakran a nagymamájához vagy az egyik nagybátyjához. Tanulmányait rendszertelenül végezte, és nem jutott tovább az általános iskolánál. Tizenkét évesen az apjával dolgozott, aki egy szekérről árulta a termékeket, mígnem a két fél összeveszett, aminek következtében Fields ismét elszökött. 1893-ban rövid ideig a Strawbridge & Clothier áruházban, és egy osztrigaházban dolgozott.
Fields később kibővítette a gyermekkoráról szóló történeteket, és úgy írta le magát, mint aki már fiatal korától fogva szökevényként élt Philadelphia utcáin, de az otthoni élete a feltételezések szerint meglehetősen boldog volt. Már akkor felfedezte magában a zsonglőrködés adottságát, és egy helyi színházban látott előadás arra ösztönözte, hogy jelentős időt szenteljen annak tökéletesítésére. 17 évesen már a családjával élt, és zsonglőrmutatványt adott elő templomi és színházi előadásokon.
1904-ben Fields apja két hónapra meglátogatta őt Angliában, miközben ő varietékban lépett fel. Fields lehetővé tette apja számára, hogy nyugdíjba vonuljon, vett neki egy nyaralót, és arra ösztönözte szüleit és testvéreit, hogy tanuljanak meg írni és olvasni, hogy levelezni tudjanak vele.

## Pályafutása

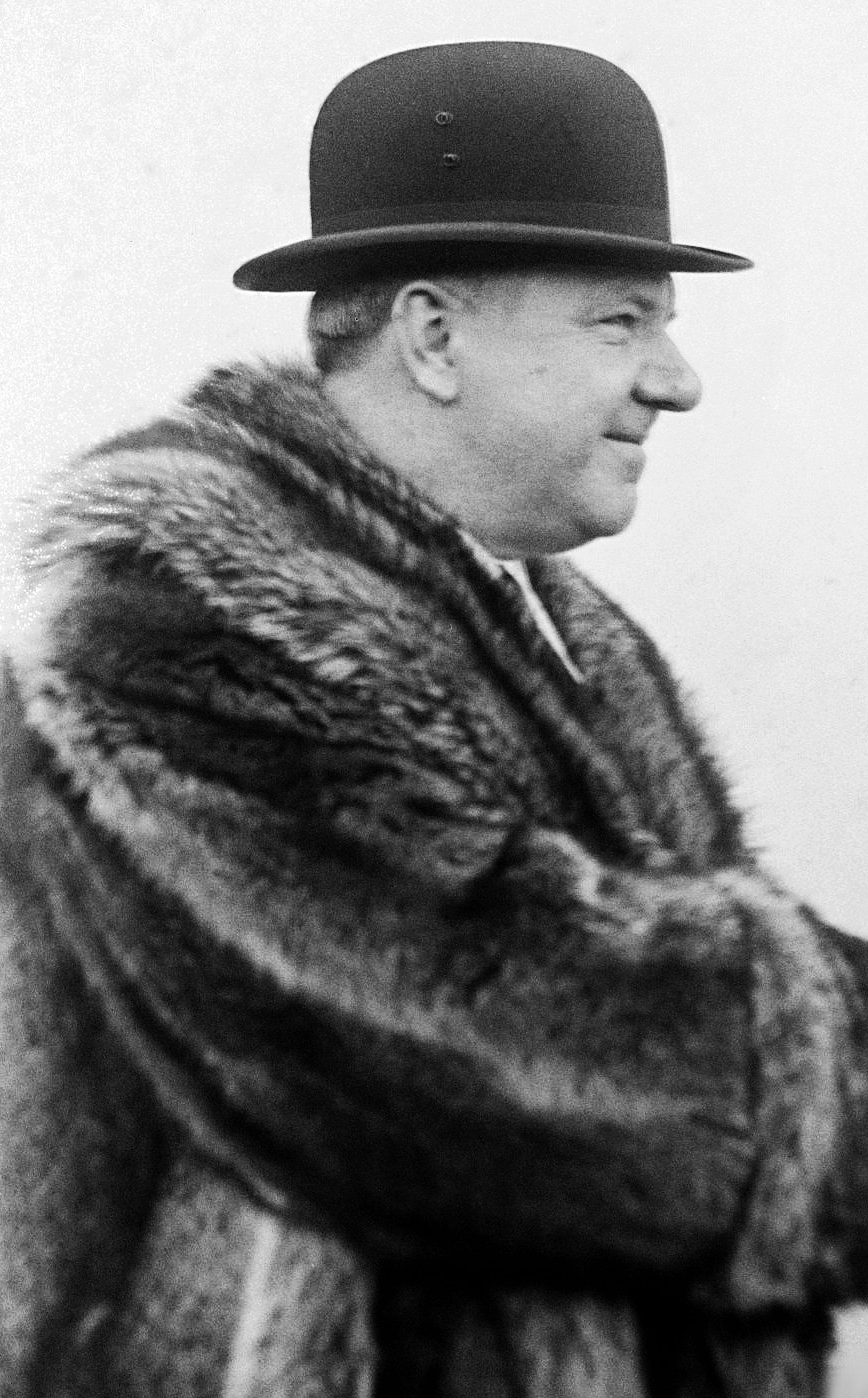

Fields karrierje a showbizniszben, a vaudeville-ben kezdődött, ahol néma zsonglőrként nemzetközi sikereket ért el. Elkezdte beilleszteni a komédiát a műsorába, és több éven át a Ziegfeld Follies egyik komikusa volt. Sztárrá vált a Poppy (1923) című Broadway musical-vígjátékban, amelyben egy színes bőrű kisstílű csalót alakított. Későbbi színpadi és filmszerepei gyakran hasonló gazfickók vagy csirkefogó jellegű karakterek voltak.
Védjegyei közé tartozott a rekedt beszéde és a szóhasználata. Filmes és rádiós személyiségét általában magával Fieldsszel azonosították. Ezt Fields stúdióinak (Paramount Pictures és Universal Pictures) reklámosztályai tartották fenn, és Robert Lewis Taylor életrajzi könyve, a W. C. Fields, his Follies and Fortunes (1949). 1973-tól kezdve Fields leveleinek, fotóinak és személyes feljegyzéseinek közzétételével az unoka, Ronald Fields W. C. Fields by Himself című könyvéből kiderült, hogy Fields először házas volt (majd elhidegült feleségétől), anyagilag támogatta fiukat és szerette unokáit.

## Broadway

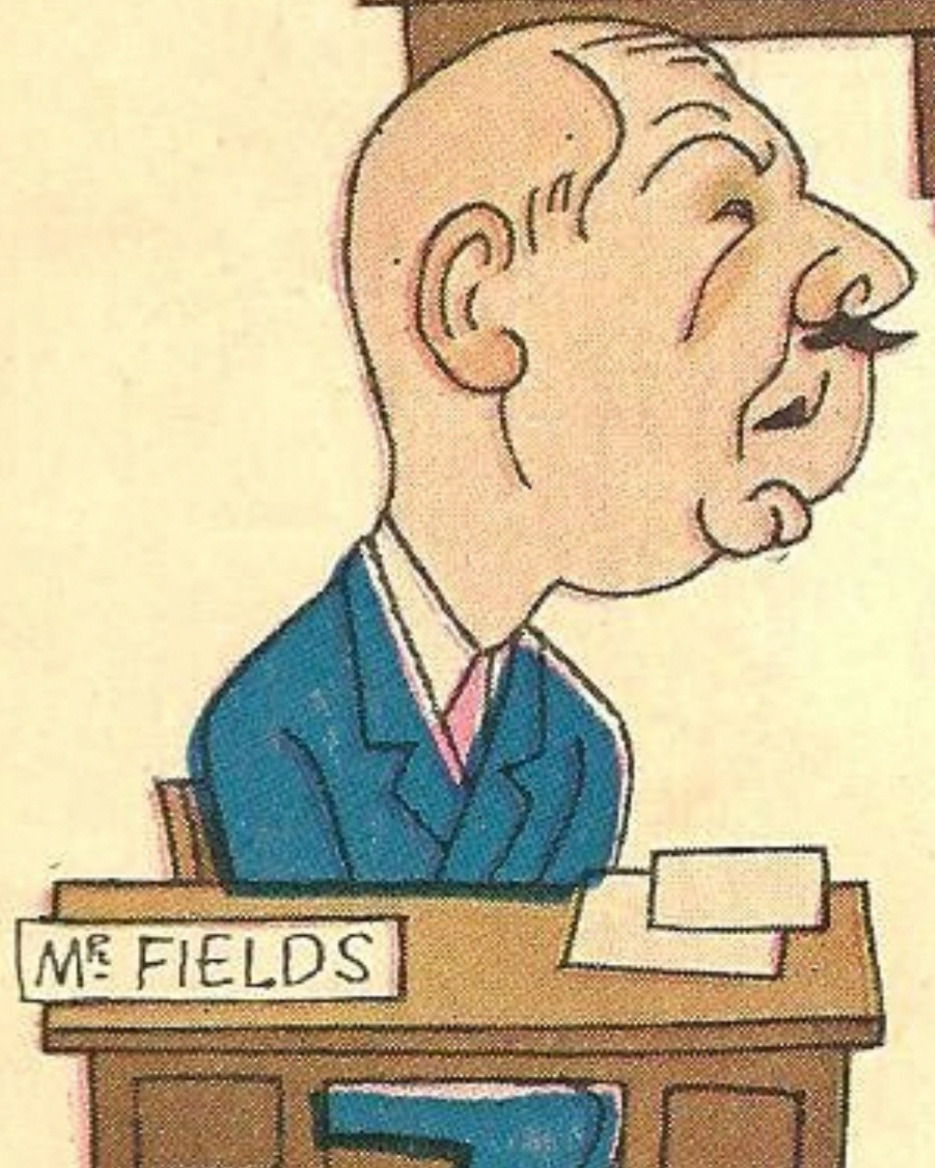
Ralph Barton karikatúrája (1925)

1905-ben Fields debütált a Broadwayen a The Ham Tree című zenés vígjátékban. Szerepe a show-ban azt várta el tőle, hogy dialógusokat mondjon, amit korábban még soha nem tett meg a színpadon. Később így nyilatkozott: "Igazi komikus akartam lenni, és ott voltam, jegyet váltottam, és csupán egy vígjátéki zsonglőrként mutatkoztam be." 1913-ban előbb a New York Palace-ban lépett fel Sarah Bernhardttal (aki Fields-t "olyan művésznek tartotta, aki a közönség legjobb osztályának is tetszeni tudott"), majd Angliában egy királyi előadáson, V. György és Mária királyné tiszteletére. 1915-ig folytatta a vaudeville turnézást. A színésznő 1915-ben is fellépett.
1915-től kezdve a Broadwayn szerepelt Florenz Ziegfeld Ziegfeld Follies című revüjében, ahol a közönséget egy vad biliárdos jelenettel örvendeztette meg, bizarr formájú dákókkal és egy egyedi építésű asztallal, amelyet számos vicces poénhoz és meglepő trükkös dobáshoz használtak. A biliárdjátéka részben néhány filmjében is visszaköszön, különösen az 1934-es Hatan egyformák című filmben. A mutatvány sikeres volt, és Fields 1916-tól 1922-ig szerepelt a Follies-ban, de nem zsonglőrként, hanem komikusként, társulati jelenetekben. A Follies számos kiadása mellett Fields szerepelt az 1923-as Broadway musical-vígjátékban, a Poppyban is, amelyben tökéletesítette színes kisstílű szélhámos szerepét. 1928-ban szerepelt a The Earl Carroll Vanities című filmben.
1915-től kezdve színpadi jelmeze cilinder, kivágott kabát és gallér, valamint bot volt. A jelmez feltűnően hasonlított Ally Sloper képregényfigurájához, aki Roger Sabin szerint talán Fields jelmezének ihletője volt. Sloper karakterét pedig Dickens Mr Micawber karaktere ihlette, akit Fields később a filmben is eljátszott.

## Halála

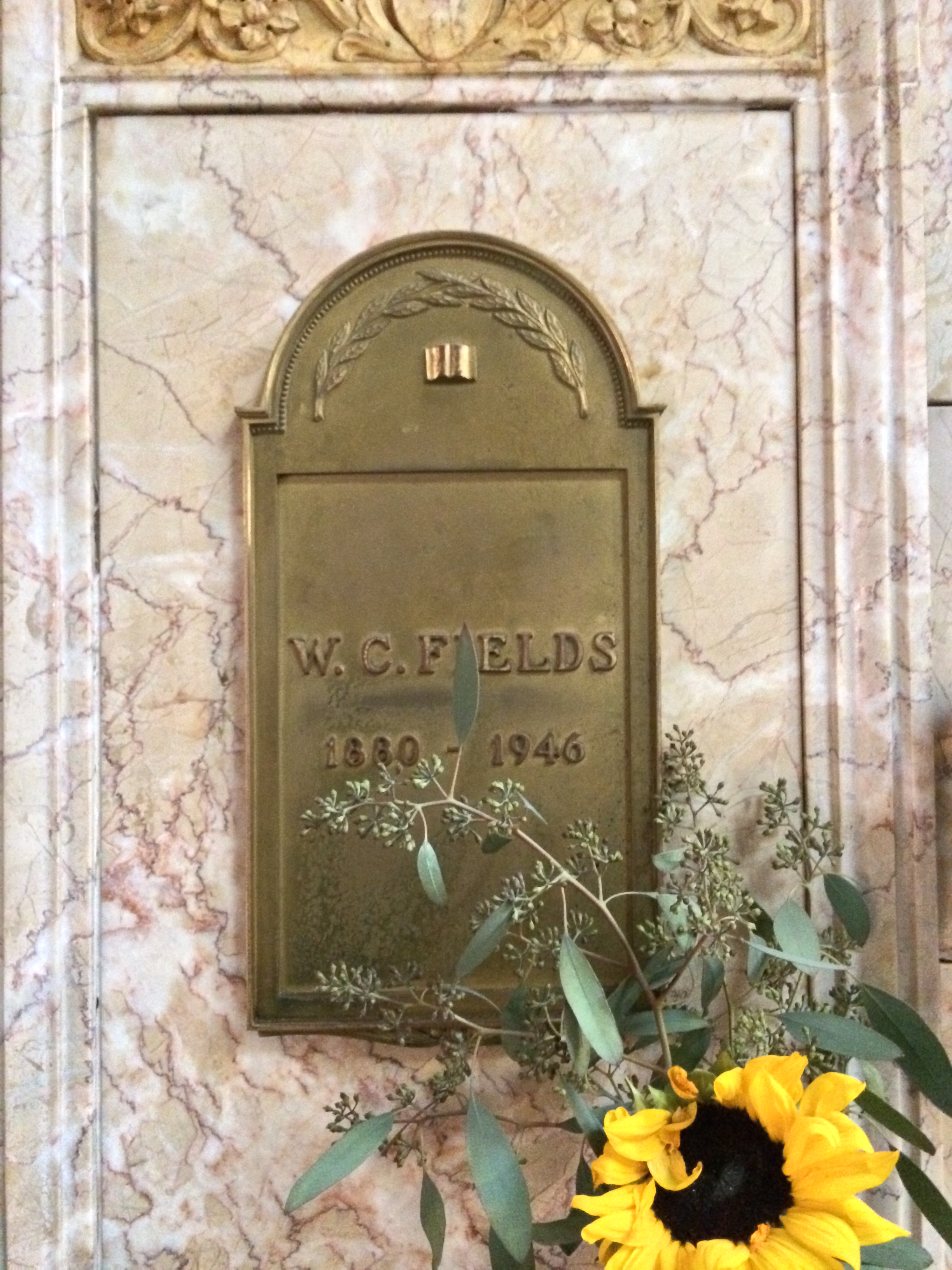
Fields sírhelye

Fields élete utolsó 22 hónapját a Las Encinas szanatóriumban töltötte a kaliforniai Pasadénában. 1946-ban, karácsony napján - az ünnepnapon, amelyet elmondása szerint megvetett - súlyos gyomorvérzést kapott, és 66 éves korában meghalt. Carlotta Monti azt írta, hogy a férfi élete utolsó perceiben egy kerti tömlővel vizet locsoltatott a hálószobája feletti tetőre, hogy szimulálja kedvenc hangját, a szakadó esőt. Egy 2004-es dokumentumfilm szerint kacsintott és mosolygott egy nővérre, majd az ajkához tette az ujját, és meghalt. James Curtis életrajzíró szerint ez a megható ábrázolás nem megerősített és " nem is valószínű". Fields temetésére 1947. január 2-án került sor a kaliforniai Glendaleben.
Hamvasztását, ahogyan azt a végrendeletében kívánta, elhalasztották, amíg Hattie és Claude Fields vallási okokból benyújtott tiltakozását el nem bírálták. Azt is vitatták, hogy a vagyona egy részét a "W. C. Fields College for Orphan White Boys and Girls, where no religion of any kind is to be prached" (W. C. Fields Főiskola árva fehér fiúk és lányok számára, ahol semmilyen vallást nem lehet tanítani) létrehozására hagyta. Hosszas pereskedés után földi maradványait 1949. június 2-án elhamvasztották, hamvait pedig a glendale-i Forest Lawn Memorial Park temetőben szórták szét.